# 合法入侵
《合法入侵》（英語：Lakeview Terrace）是2008年美國的驚悚犯罪電影，由尼爾·拉布特執導，山繆·傑克森主演。

## 劇情
描寫種族歧視和警察濫權的故事。

## 演員
- 山繆·傑克森 - Abel Turner
- 派翠克·威爾森 - Chris Mattson
- 凱莉·華盛頓 - Lisa Mattson

## 外部連結
- 官方网站
- AllMovie上《合法入侵》的资料（英文）
- Box Office Mojo上《合法入侵》的資料（英文）
- 互联网电影数据库（IMDb）上《合法入侵》的资料（英文）
- 爛番茄上《合法入侵》的資料（英文）